# Aplanodes doidgeana
Aplanodes doidgeana är en korsblommig växtart som beskrevs av Wessel Marais. Aplanodes doidgeana ingår i släktet Aplanodes och familjen korsblommiga växter. Inga underarter finns listade i Catalogue of Life.